# 中国人民解放军国防大学国家安全学院
中国人民解放军国防大学国家安全学院，位于北京市海淀区红山口甲3号，隶属中国人民解放军国防大学。

## 沿革
国防大学国防安全学院的前身是中国人民解放军国防大学国防研究系。1985年国防大学成立之初，便设立国防大学国防研究系，招收军队高级干部、国家部委及地方省市司局级以上干部学习。1986年起，开办党政领导干部国防研究班。1995年2月，江泽民在一次谈话中指示，要多选调省部级干部到国防大学学习。1997年8月，中共中央组织部、中国人民解放军总政治部联合发出《关于进一步加强军地领导干部交叉培训工作的通知》。2007年3月，中共中央总书记、国家主席、中央军委主席胡锦涛批示要求尽快完成全国干部教育培训教材中的国防教育读本的编写工作。
2012年，以国防大学国防研究系为基础，组建中国人民解放军国防大学国防安全学院，作为中国人民解放军国防大学下属学院之一，由副军级升格为正军级，主要培养部队军职以上和地方省部级领导干部。
2015年7月9日，中国国家安全问题研究中心揭牌仪式暨“深入学习贯彻习主席总体国家安全观”研讨会在中国人民解放军国防大学举行。该中心设在中国人民解放军国防大学，是中国人民解放军第一家国家安全战略智库，在中央和军委总部职能部门的指导下工作。中国国家安全问题研究中心领导小组副组长、国防大学战略教研部主任任天佑当天表示，该中心将开展战略研判、课题研究、政策咨询、人才培训、国际交流，撰写《中国国家安全年度报告》；定期举行国家安全问题年会，不定期举行专题小型研讨会。
2017年深化国防和军队改革前，国防大学原设有多个教研机构，包括：战略教研部、战役教研部、马克思主义理论教研部、信息作战与指挥训练教研部、军队建设与军队政治工作教研部、军事后勤与军事科技装备教研部。另外还有国防大学中国特色社会主义理论体系研究中心等单位。
2017年，在深化国防和军队改革中，以国防大学国防安全学院、国防大学马克思主义理论教研部等单位为基础，调整组建为中国人民解放军国防大学国家安全学院。位于国防大学校本部。

## 历任领导

### 国防大学国防研究系
| 主任 - 黄新 少将（？—？） - 胡爱祖 少将（？—2005年） - 李保水 少将（2005年—2008年1月） - 冯维忠 少将（2008年—？） | 政治委员 |

### 国防大学国防安全学院
| 院长 1. 冯维忠 少将（？—2014年12月） 2. 徐俊杰 少将（2014年12月—2017年） | 政治委员 1. 林培雄 少将（？—？） 2. 段凯 少将（？—？） |

### 国防大学教研部
| 马克思主义理论教研部主任 1. 库桂生 少将（2004年—2006年） 2. 毕京京 少将（2006年10月—2012年12月） 3. 任天佑 少将（2012年12月—2015年4月） 4. 肖冬松 少将（2015年4月—2017年） |

### 国防大学国家安全学院
| 院长 1. 任天佑 少将（2017年7月—） | 政治委员 1. 徐俊杰 少将（2017年7月—？） 2. 许彬 少将（2020年—） |